# Zeiformes
Ordre
Les Zéiformes (Zeiformes) sont un ordre de poissons téléostéens dont les espèces les plus connues sont les Saint-pierre. Ce sont principalement des poissons abyssaux. 

## Morphologie
La forme du corps est celle d'un disque aplati. Les nageoires sont épineuses et molles. Les deux nageoires dorsales sont séparées. Il y a de une à quatre épines devant la nageoire anale. La bouche est protractile et forme une fente oblique.

## Liste des familles
Selon FishBase (3 mai 2016) et World Register of Marine Species (3 mai 2016) :
- famille Cyttidae Günther, 1860
- famille Elassomatidae Jordan, 1877
- famille Grammicolepididae Poey, 1873
- famille Macrurocyttidae (non reconnu par FishBase)
- famille Oreosomatidae Bleeker, 1859
- famille Parazenidae McAllister, 1968
- famille Zeidae Rafinesque, 1815
- famille Zeniontidae Myers, 1960

Selon ITIS :
- sous-ordre Caproidei
  - famille Caproidae (placé sous Perciformes par FishBase)
- sous-ordre Cyttoidei
  - famille Cyttidae Günther, 1860
- sous-ordre Zeioidei
  - famille Grammicolepididae Poey, 1873
  - famille Oreosomatidae Bleeker, 1859
  - famille Parazenidae Greenwood et al., 1966
  - famille Zeidae Latreille, 1825
  - famille Zeniontidae Myers, 1960

Le plus ancien Zeiforme connu est Cretazeus. Il ne peut être rattaché à aucune famille. Son espèce type est Cretazeus rinaldii.

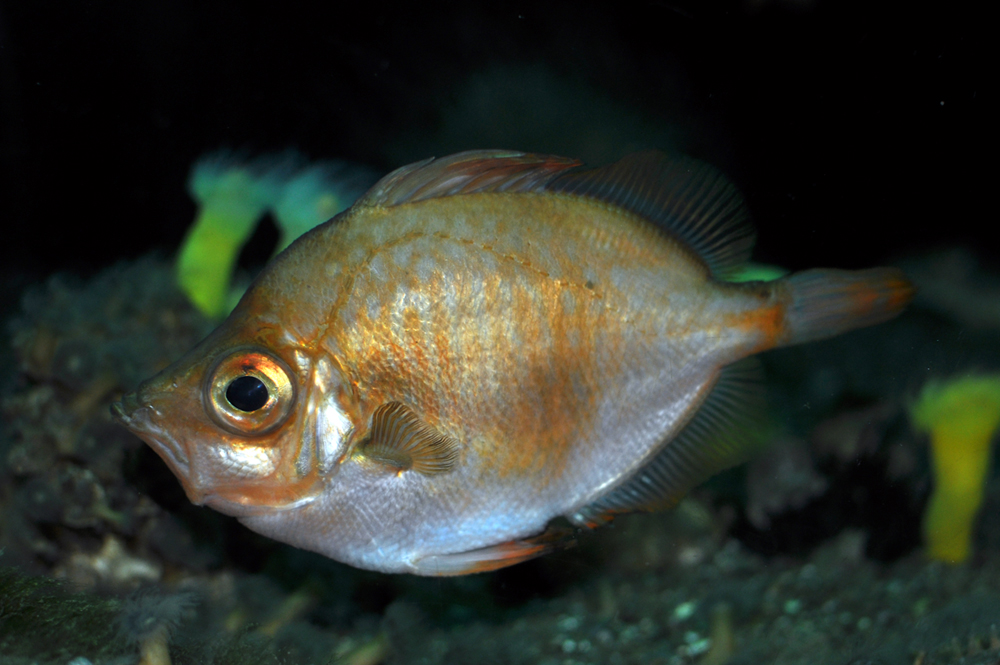
Capros aper (Caproidae)
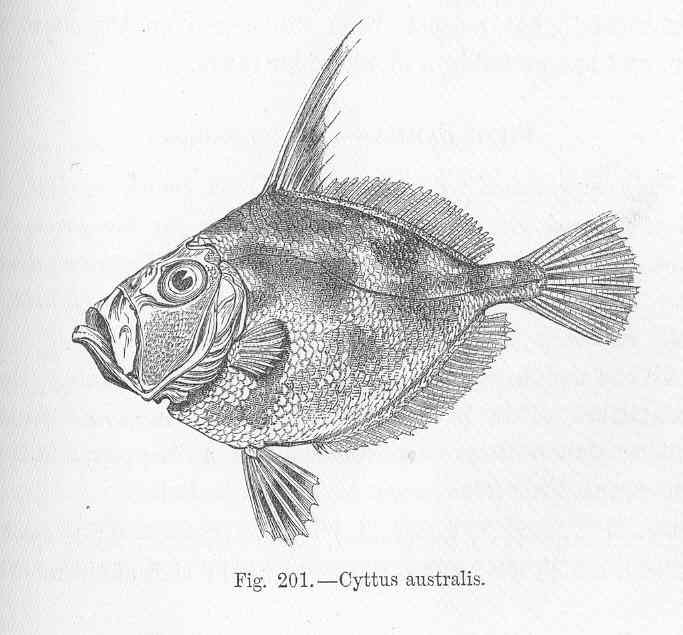
Cyttus australis (Cyttidae)
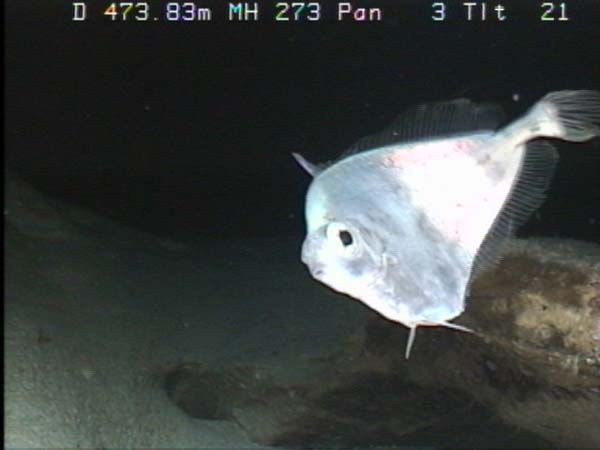
Grammicolepis brachiusculus (Grammicolepididae)
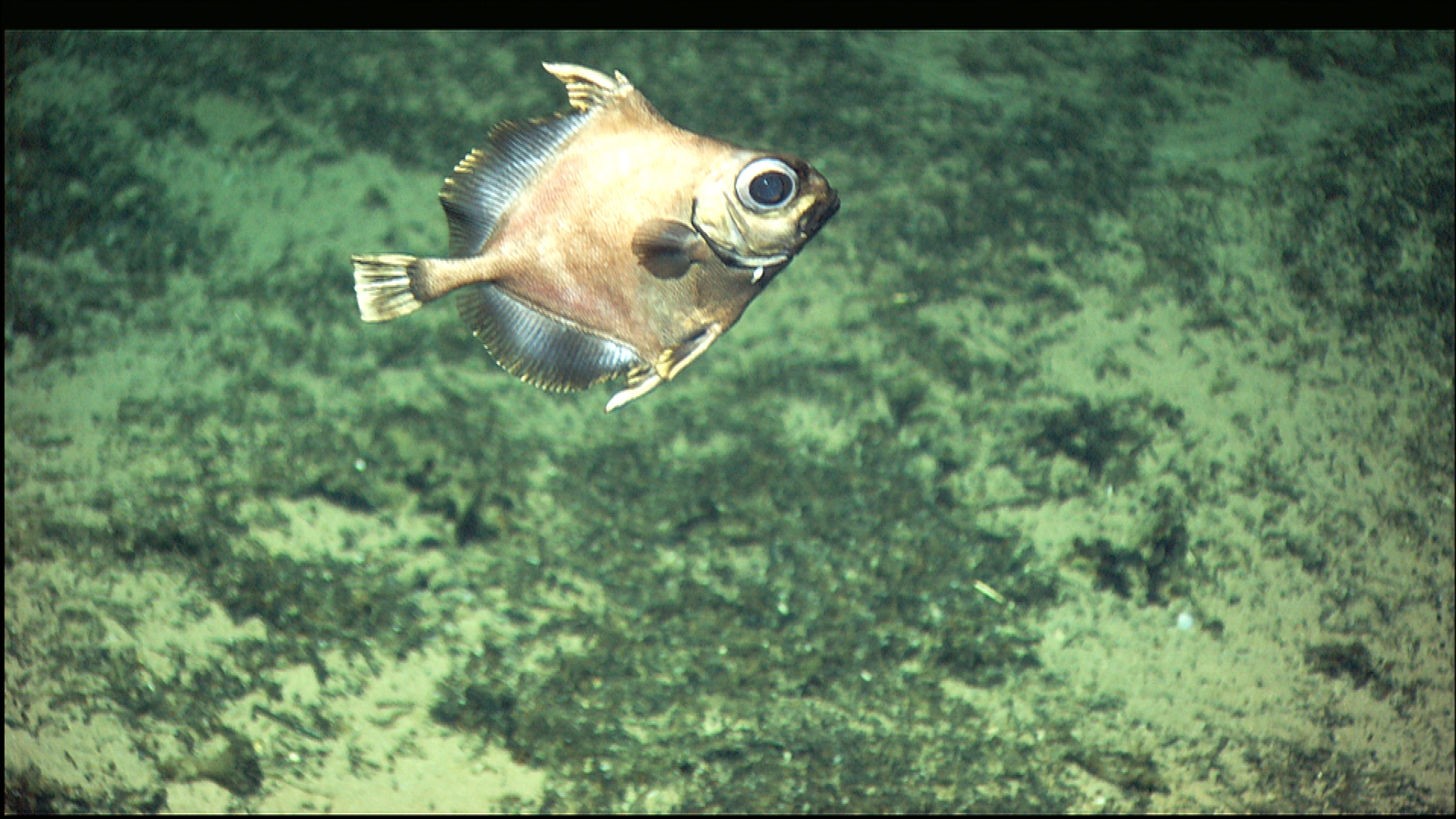
Neocyttus helgae (Oreosomatidae)
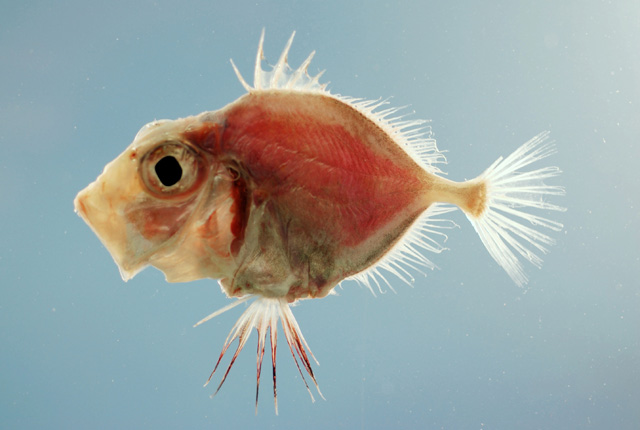
Cyttopsis rosea (Parazenidae)
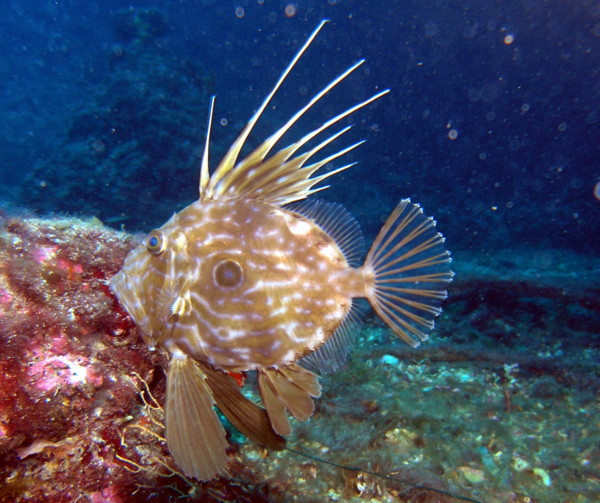
Zeus faber (Zeidae)
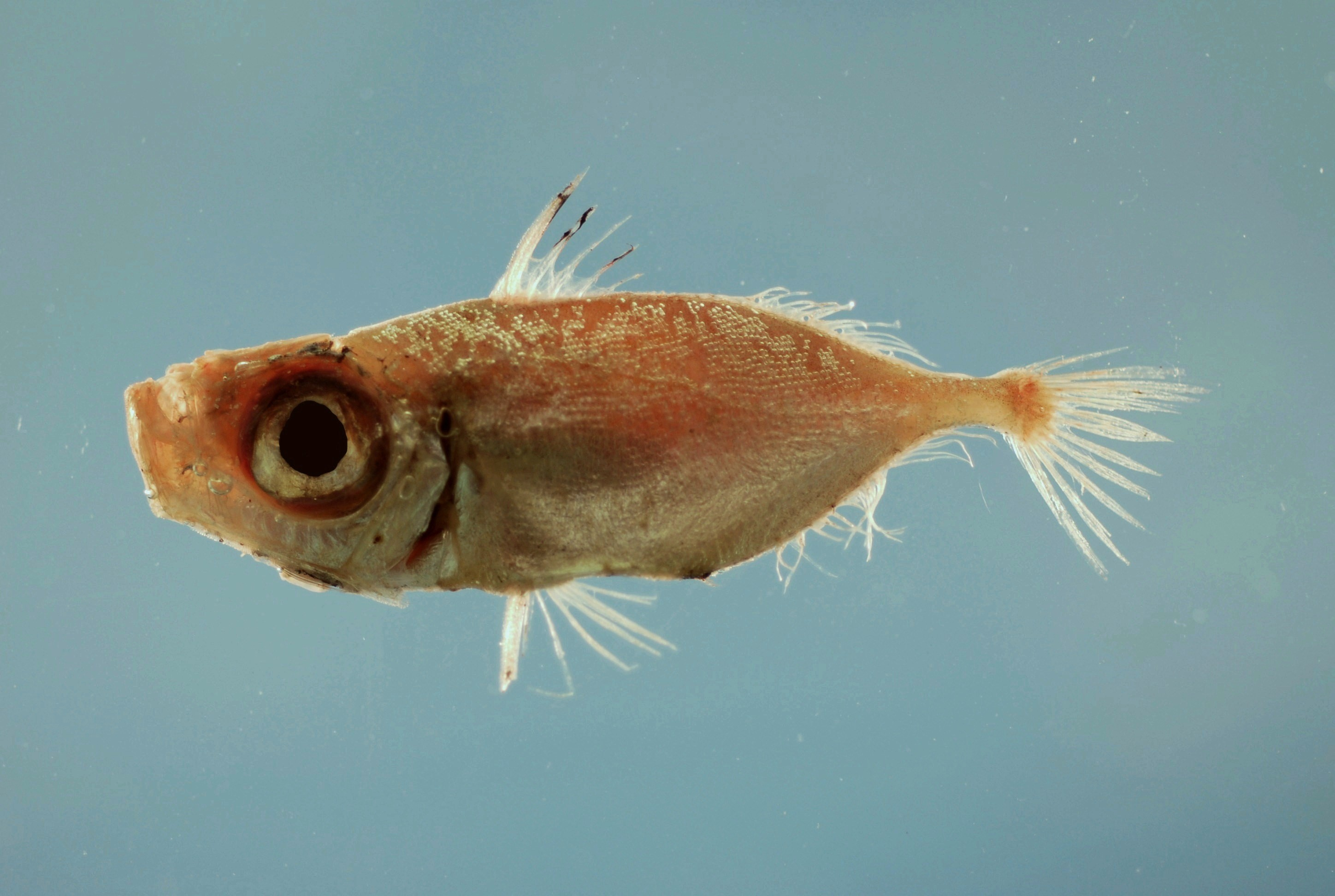
Zenion hololepis (Zenionidae)